# Bordeaux blanc

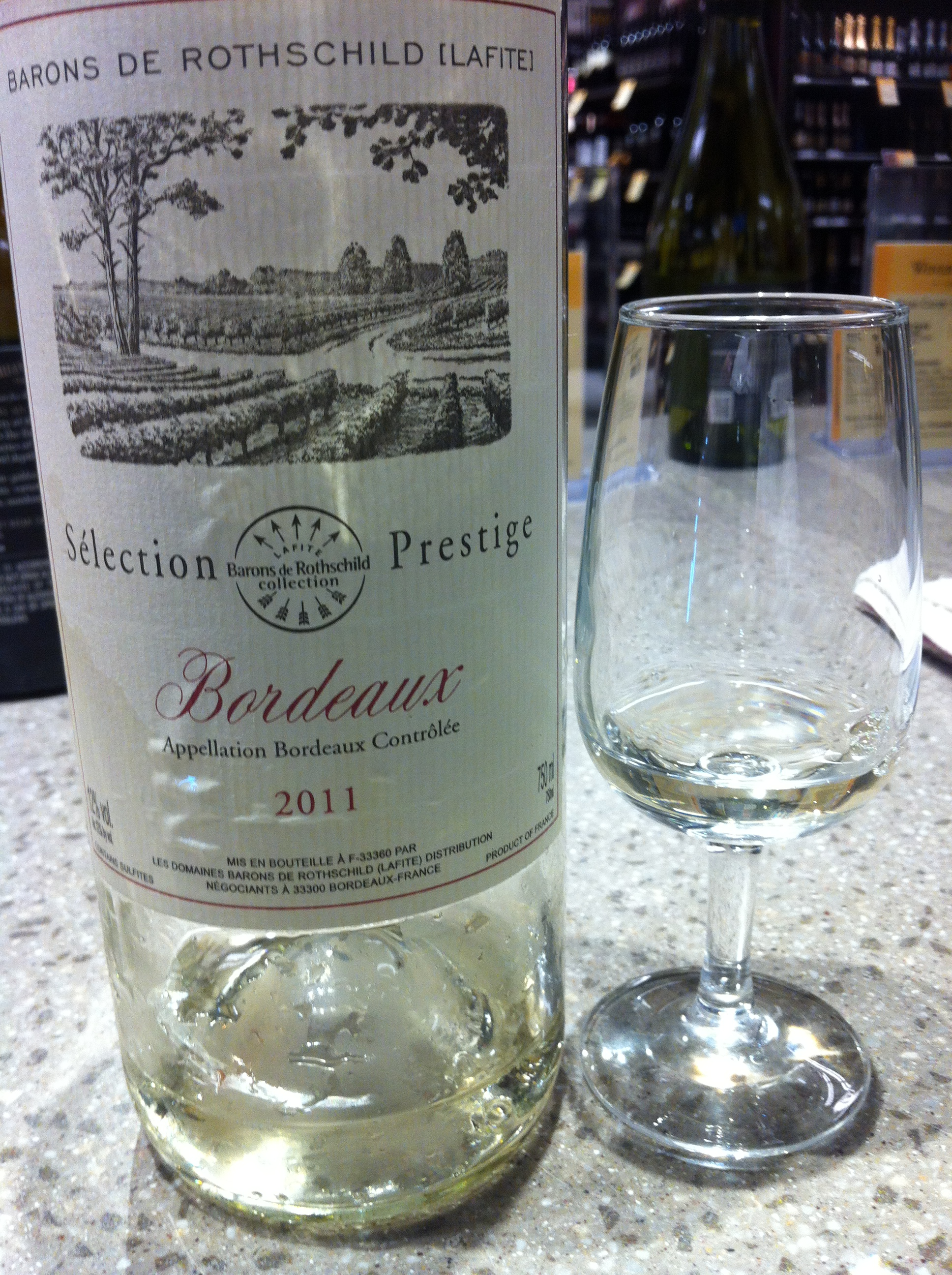
AOC Bordeaux blanc.

Le bordeaux blanc est un vin blanc sec. Il entre dans la catégorie du vin tranquille.
Le bordeaux blanc est produit dans le vignoble de Bordeaux (administrativement, le bordeaux blanc peut être produit sur les communes de l'aire d'appellation bordeaux du département de la Gironde). Ce vignoble bénéficie d'un climat océanique et d'un terroir fait de sols calcaires, graveleux et sableux.
Le bordeaux blanc est protégé par le label français AOC (appellation d'origine contrôlée) ainsi que par le label européen AOP (appellation d'origine protégée). Le bordeaux blanc relève de l'appellation générique bordeaux et couvre l’intégralité du vignoble bordelais.
Les bordeaux blancs doivent provenir des cépages principaux sauvignon, sémillon ou muscadelle et des cépages accessoires colombard, mauzac, merlot blanc, ondenc et ugni blanc. Le pourcentage des cépages accessoires ne peut dépasser 30 %.
Le décret du 14 décembre 1977 a précisé l'appellation pour les bordeaux blancs :
- les vins blancs dont le degré d'alcool est compris entre 10 et 13° et présentant une teneur en sucre inférieure à 4 g/l portent obligatoirement la mention bordeaux sec ;
- l'appellation bordeaux est réservée aux vins titrant entre 10,5 et 13,5° en alcool et présentant une teneur en sucre supérieure à 4 g/l.

Les vins blancs, pour prétendre à l'appellation bordeaux-supérieur, doivent provenir exclusivement des cépages sauvignon, sauvignon gris, sémillon, muscadelle, colombard, ugni blanc et merlot blanc, la proportion des 3 derniers ne devant pas dépasser 30 %, et doivent titrer entre 12 % et 15 % vol. en alcool. Le rendement maximum à l'hectare est de 49 hectolitres. Le volume de bordeaux blancs a fortement baissé ces dernières années : les producteurs élaborant des bordeaux blancs doux revendiquent plutôt l'appellation bordeaux-supérieur.
Depuis 1974, ces vins ne peuvent être mis en circulation sans un certificat de qualité délivré par une commission de dégustation désignée par l'INAO.
L'AOC Bordeaux blanc représente 10.84 % de la production (5 725 hectares) et l'AOC Bordeaux Supérieur blanc, 0.06 % de la production (47 hectares).